# 1976年夏季奥林匹克运动会哥斯达黎加代表团
1976年夏季奥林匹克运动会哥斯达黎加代表团是哥斯达黎加派出的1976年夏季奥林匹克运动会代表团。